# Війна в Західній Сахарі
Війна в Західній Сахарі (араб. حرب الصحراء الغربية, фр. Guerre du Sahara occidental, ісп. Guerra del Sahara Occidental) — збройний конфлікт, пов'язаний з боротьбою фронту Полісаріо за незалежністьЗахідної Сахари спочатку від Іспанії, а пізніше — від Марокко та Мавританії. Війна тривала з 1975 до 1991 року та завершилася підписанням перемир'я з умовою проведення референдуму з питання про незалежність. Через різноманітні труднощі об'єктивного і суб'єктивного характеру референдум досі не проведений.

## Передумови
В 1884 році Іспанія почала колонізацію території на північно-західному узбережжі Африки. В 1958 році тут була створена провінція Іспанська Сахара. Місцеві племена постійно вели боротьбу проти іспанського панування, тому ця територія завжди вважалася неспокійною. З початком процесудеколонізації післяДругої світової війни Іспанія зіткнулася з новими труднощами. У 1957—1958 роках претензії Марокко на район іспанського міста Сіді-Іфні привели до збройного конфлікту між двома країнами. Зростання націоналізму серед населення Західної Сахари привів до формування в травні 1973 року Народного фронту за визволення Сегієт-ель-Хамра і Ріо-де-Оро, відомого по своїй іспанської абревіатурі ПОЛІСАРІО.

## Ранній період війни
Відразу ж після свого утворення фронт ПОЛІСАРІО розгорнув збройну боротьбу проти іспанців. У 1975 році Іспанія ухвалила рішення відмовитися від своєї колонії. Під тиском з боку Марокко, в листопаді 1975 року були укладені Мадридські угоди, згідно з якими територія Західної Сахари мала бути розділена між Марокко і Мавританією. У відповідь на це ПОЛІСАРІО 27 лютого 1976 року проголосив створення незалежної Сахарської Арабської Демократичної Республіки (САДР) і почав бойові дії вже проти військ арабських країн.
ПОЛІСАРІО отримував зброю і фінансові кошти від Алжиру, що дозволило фронту вести ефективні партизанські дії. Це призвело до швидкого виходу з війни Мавританії, країни з нечисленною армією і слабкою економікою. Навіть підтримка Франції, яка направила в країну ескадрилью винищувачів-бомбардувальників «Ягуар» своїх національних ВПС, не допомогла переламати хід бойових дій. В 1978 році група втомлених війнами офіцерів мавританської армії за підтримки французької розвідки зробила переворот і одразу ж уклала з ПОЛІСАРІО угоду про припинення вогню. В серпні 1979 року був підписаний мирний договір, за умовами якого Мавританія відмовилася від своїх прав на частину території Західної Сахари, визнала САДР і вивела свої війська.

## Марокканський період
Після виходу з війни Мавританії та частина Західної Сахари, яка мала відійти їй, відразу була окупована Марокко. І у військовому, і в економічному плані Марокко була набагато сильнішим противником, ніж Мавританія. Партизани продовжували активно користуватися підтримкою Алжиру, бойові дії прийняли затяжний характер. Марокканський військовий контингент в Західній Сахарі перевищив 100 тис. Чоловік. Щоб припинити проникнення партизанів з алжирської території, марокканці в 1981 році розпочали будівництво стіни в районах, прилеглих до кордону. Це споруда отримала назву «Марокканська стіна» (фронт ПОЛІСАРІО називає її «стіною ганьби») і в цілому дозволила марокканським військам встановити контроль над значною частиною Західної Сахари. Проте, інкурсії партизан не припинялися, хоча інтенсивність воєнних дій ніколи не досягала рівня початку 80-х років. Сторони опинилися в патову положенні, і 6 вересня 1991року за посередництва ООН уклали перемир'я. В регіоні була розгорнута Місія Організації Об'єднаних Націй з проведення референдуму в Західній Сахарі.

## Сучасний стан конфлікту
На липень 2014 року в зоні конфлікту підтримується режим припинення вогню. Угоди 1991 року передбачали проведення в Західній Сахарі референдуму з питання про незалежність, проте виникла неясність з виборчими правами населення країни. Референдум постійно відкладався, і його перспектива досі залишається неясною. У Західній Сахарі як і раніше знаходяться військові сили Марокко й ПОЛІСАРІО; таким чином, конфлікт остаточно не врегульований. Фронт ПОЛІСАРІО кілька разів заявляв про готовність відновити бойові дії, якщо виникне така необхідність.
В 2020 році збройні сутички в Західній Сахарі між Марокко та Полісаріо поновилися.